# Банесто (банка)
Банесто е испанска банка, 88,4 % от която са собственост на Групо Сантандер. Ана Патрисия Ботин, дъщеря на Емилио Ботин, президент на Сантандер, управлява банката. Понастоящем Банесто, със своите 1900 клона (нараснали с 300 през 2004 г.), е петата най-голяма банка в Испания.
Банка Банесто е основана през 1902 г.
Банесто е спонсор на колоездачния отбор Caisse d'Epargne, който в периода от 1990 до 2000 г. носи името на банката.